# Fontainebleau (La Nouvelle-Orléans)
Pour les articles homonymes, voir Fontainebleau (homonymie).
Fontainebleau est un quartier de La Nouvelle-Orléans en Louisiane, connu également sous le nom de Marlyville.

## Présentation
Fontainebleau est rattaché au district de Carrollton, ancienne municipalité annexée à La Nouvelle-Orléans en 1874. La cité résidentielle de Fontainebleau est séparée du fleuve Mississippi par le quartier d'Audubon.
Fontainebleau est situé au niveau de la mer. Son territoire couvre une superficie de 3,6 km2, dont 1,6 km2 de terre et 2 km2 d'eau.
Au recensement de la population de l'an 2000, Fontainebleau comptait 2 792 personnes.